# Comox—Powell River
Pour les articles homonymes, voir Comox.
Comox—Powell River est une ancienne circonscription électorale fédérale de la Colombie-Britannique, représentée de 1979 à 1988.
La circonscription de Comox—Powell River est créée en 1976 avec des parties de Coast Chilcotin, Comox—Alberni et de Skeena. Abolie en 1987, elle est redistribuée parmi Comox—Alberni et North Island—Powell River.

## Géographie
En 1976, la circonscription de Comox—Powell River comprenait:
- Les districts régionaux de Mount Waddington, Comox-Strathcona, Central Coast, Kitimat-Stikine et Sunshine Coast
- Le district régional de Powell River, excluant Lasqueti Island et les îles adjacentes

## Député
1. 1979-1988 — Raymond Skelly, NPD

- NPD = Nouveau Parti démocratique